# Yuri Barbashov
Yuri Vladislavovych Barbashov (en ruso: Юрий Владиславович Барбашов) es un antiguo constructor naval ucraniano, que se desempeñó como jefe de la Administración civil-militar de Nicolaiev en la Ucrania ocupada por Rusia desde el 28 de abril de 2022 hasta el colapso de facto de la administración.
En abril de 2022, tras la invasión rusa de Ucrania, Barbashov pasó a formar parte de la administración de ocupación rusa, y se convirtió en gobernador del óblast de Nicolaiev ocupado por Rusia. Este permaneció en el óblast de Nicolaiev hasta septiembre, cuando la contraofensiva de Jersón de 2022 le obligó a huir al lado oriental del río Dniéper.

## Biografía
Yuri Barbashov nació el 21 de marzo de 1975 en la ciudad soviética de Nicolaiev. En 1998 se graduó en la Universidad de Construcción Naval Almirante Makarov. Posteriormente, trabajó como constructor naval en los puertos de Nicolaiev y Odesa. En 2012-2013, estuvo involucrado con movimientos prorrusos para apoyar la creación del proyecto Novorossiya.
En 2014, se mudó a la República Popular de Lugansk, donde participó en mítines con Oleg Tsarov y posteriormente se mudó a la República Popular de Donetsk. En Donetsk, se convirtió en policía y empleado de una emisora pública.
En 2017, el gobierno ucraniano lo investigó por un caso de terrorismo que apuntaba directamente a su persona, aunque finalmente fue absuelto por falta de pruebas.
En 2021, participó en las negociaciones de paz de Minsk como parte de la delegación de la República Popular de Lugansk. Barbashov creó también su propio canal en Telegram y un canal de YouTube con el mismo nombre, presentando puntos de vista prorrusos a la audiencia.

### Invasión rusa de Ucrania
En 2022, tras la invasión rusa de Ucrania, las fuerzas rusas iniciaron la ocupación del óblast de Nicolaiev, con Yuri Barbashov como responsable de la administración en el asentamiento de Snijurivka. En abril, las autoridades rusas anunciaron su intención de nombrar a Barbashov jefe de la administración del óblast de Nicolaiev ocupado ya que gracias a su conocimiento del terreno, ayudó mucho a las fuerzas rusas en labores como el sabotaje y la logística. El 28 de abril, las autoridades prorrusas organizaron una reunión en Snijurivka y nombraron oficialmente a Yuri Barbashov gobernador de la administración ocupada. Tres dias después, el 1 de mayo, el Servicio de Seguridad de Ucrania lo incluyó oficialmente en una lista de personas buscadas por traición y actividades de colaboración.
Barbashov por otro lado también creó un sitio web donde mostraba propaganda prorrusa del óblast, que más tarde fue pirateado y cerrado por piratas informáticos ucranianos.
Durante su mandato como gobernador de facto del óblast ocupado de Nicolaiev, discutió los planes de anexión de los territorios a Rusia. También apoyó la creación de símbolos prorrusos, como una nueva bandera y un nuevo emblema, además de hacer el ruso la lengua oficial del territorio ocupado dentro del óblast.
En septiembre de 2022, el ejército ucraniano llevó a cabo la contraofensiva de Jersón de 2022, que recuperó con éxito la mayor parte de los territorios de la región de Nicolaiev ocupada por Rusia. Las autoridades rusas tras la caída de su cuartel militar establecido en Snijurivka se trasladaron a la ciudad de Jersón que seguía bajo control ruso, aunque la ciudad pronto también fue recuperada por las fuerzas ucranias, y Barbashov huyó al lado oriental del rio Dniéper en el óblast de Jersón ocupado por Rusia. 
Actualmente solo la península de Kimburn permanece de iure como parte del óblast de Jersón anexado por Rusia.